# Austrotinodes mexicanus
Austrotinodes mexicanus là một loài Trichoptera trong họ Ecnomidae. Chúng phân bố ở miền Tân bắc.